# Giorgio Anselmi
Pour les articles homonymes, voir Anselmi.

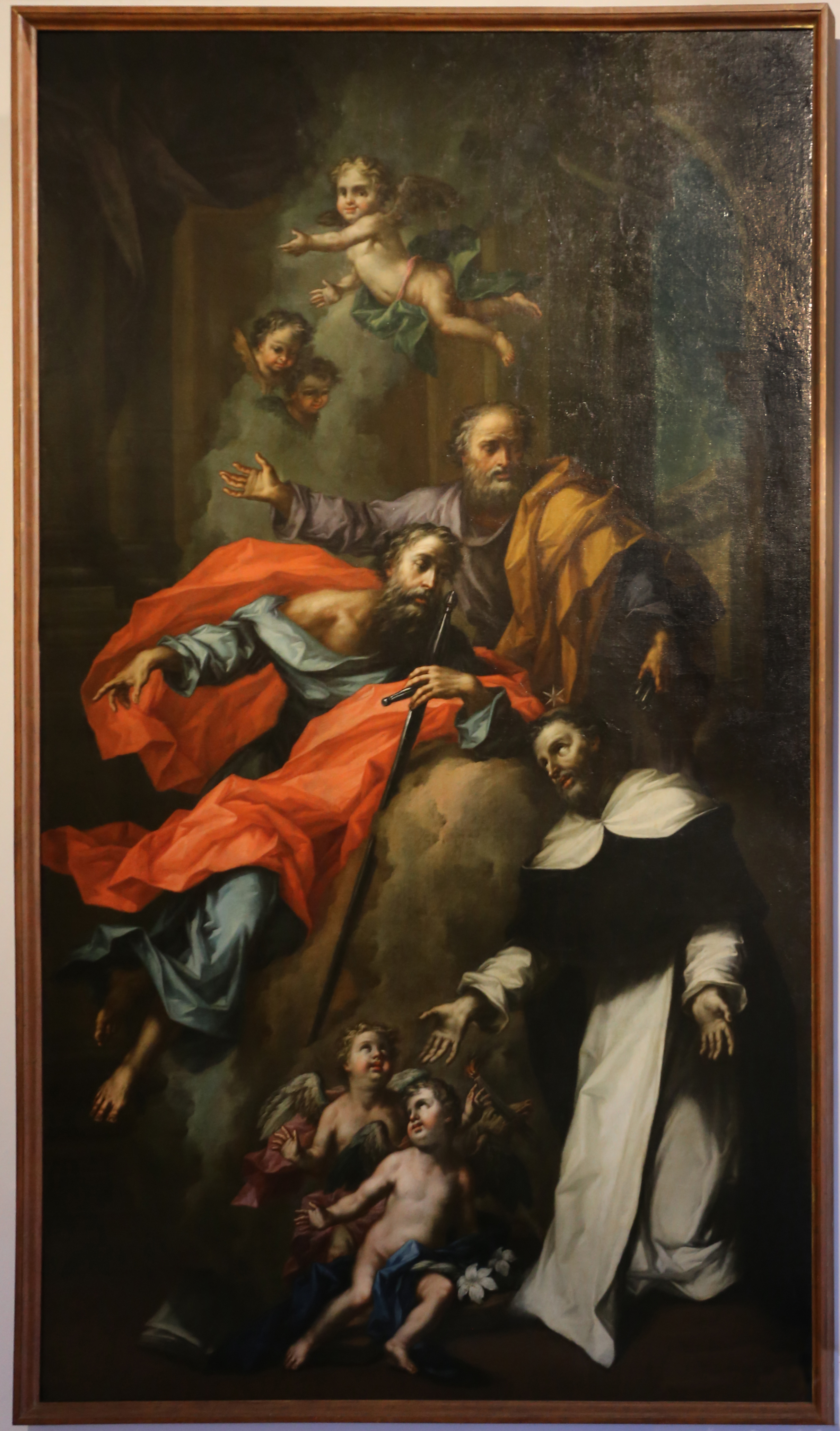
Apparition des Saints Pierre et Paul à Saint Dominique, palazzo Ducale, Mantue

Giorgio Anselmi (né à Vérone  le 5 avril 1723 -  mort à Lendinara le 30 mars 1797) est un peintre italien  qui fut actif au XVIIIe siècle.

## Biographie
Giorgio Anselmi a étudié avec Antonio Balestra et a été actif principalement en Vénétie, Lombardie, Émilie et Trentin avec des fresques et peintures à l'huile. Il a peint la coupole de la Basilique Saint-André et des chambres du Palazzo Te à Mantoue. 
Il est mort à Lendinara en tombant d'un échafaudage lors de la décoration du dôme de la cathédrale.

## Œuvres
- Cinq toiles de L'Histoire de l'Ancien Testament, église de Santa Maria Maddalena à Desenzano del Garda.
- Gloire de San Zeno, église paroissiale de Rivarolo del Re.
- Il Trionfo della Fama (le triomphe de la gloire), Musée de Castelvecchio de Vérone.
- Il Trionfo dell'Amore (le triomphe de l'amour), Musée de Castelvecchio de Vérone.
- La Cène et Saint Blaise guérissant les infirmes, église de San Procolo.